# Torneo de Copenhague
El Torneo de Copenhague fue un torneo profesional de tenis de la WTA que se disputó en Copenhague, Dinamarca. El evento se jugaba sobre canchas duras bajo techo en el Farum Arena, al norte de la capital danesa, y perteneci a la categoría WTA International Tournaments. A partir de la temporada 2012, el torneo de jugará en abril. Ese año fue su última edición ya que en el 2013 Katowice lo sustituyó.

## Campeonas

### Individuales
| Año  | Campeona           | Finalista          | Resultado   |
| ---- | ------------------ | ------------------ | ----------- |
| 2010 | Caroline Wozniacki | Klára Zakopalová   | 6-2, 7-6(5) |
| 2011 | Caroline Wozniacki | Lucie Šafářová     | 6-1, 6-4    |
| 2012 | Angelique Kerber   | Caroline Wozniacki | 6-4, 6-4    |

### Dobles
| Año  | Campeonas                        | Finalistas                          | Resultado        |
| ---- | -------------------------------- | ----------------------------------- | ---------------- |
| 2010 | Julia Görges Anna-Lena Grönefeld | Vitalia Diachenko Tatiana Poutchek  | 6-4, 6-4         |
| 2011 | Johanna Larsson Jasmin Wöhr      | Kristina Mladenovic Katarzyna Piter | 6-3, 6-3         |
| 2012 | Kimiko Date-Krumm Rika Fujiwara  | Sofia Arvidsson Kaia Kanepi         | 6-2, 4-6, [10-5] |

- Datos: Q674440
- Multimedia: E-Boks Open / Q674440